# Cyril Hare
Cyril Hare war das Pseudonym des britischen Richters und Schriftstellers Alfred Alexander Gordon Clark (* 4. September 1900 in Mickleham, Surrey, England; † 25. August 1958 in Dorking, Surrey, England). Bekannt wurde er vor allem durch seine Kriminalromane, die heute zu den Klassikern zählen.

## Leben und Werk
Cyril Hare war der Sohn von Henry Herbert Gordon Clark und Helen Johanna Lawrence. Er studierte Jura und arbeitete zunächst als Assistent eines reisenden Richters (Judge Marshall). Danach arbeitete er für den Staat in verschiedenen Positionen des Justizwesens. 1950 wurde er zum Richter in Surrey ernannt. Kurz nach dem Krieg erkrankte er an Tuberkulose und starb 1958 nach langer Krankheit daran. 
Sein Werk besteht nur aus neun Kriminalromanen, einem Kinderbuch, einem Theaterstück und Kurzgeschichten, die erst posthum veröffentlicht wurden. Im englischsprachigen Raum ist er bis heute beliebt, das Buch Tragedy at Law z. B. ist bis heute lieferbar. Im deutschsprachigen Raum hat der Diogenes Verlag seine Kriminalromane veröffentlicht, sie sind aber (Stand: Frühjahr 2023) nicht mehr lieferbar. Er wurde von berühmten Kriminalautoren gewürdigt, so z. B. von P. D. James.
Das Pseudonym Cyril Hare ist eine Zusammenstellung aus seinem Haus Cyril Mansions in Battersea und dem Gerichtshof Hare Court.

## Kriminalromane
Diese Liste ist nach dem Erscheinungsdatum der englischen Originalausgabe sortiert; in Klammern der englische Titel.
- 1937 Ruhige Wohnung mit eigener Leiche (Tenant for Death)
  - Der Tote im Wohnzimmer. Inspector Malletts erster Fall. Deutsche Übersetzung von Holger Hanowell. Lübbe, Köln 2025, ISBN 978-3-404-19427-8.
- 1938 Das Geheimnis des Anglers (Death is no Sportsman)
- 1939 Der Fall Dickinson (Suicide Excepted)
- 1942  Tragödie im Gerichtssaal (Tragedy at Law)
- 1946 Mit einer Nadel bloß (With a Bare Bodkin), der Titel ist ein Zitat aus Sein oder Nichtsein, das ist hier die Frage
- 1949 Solo (When the Wind Blows)
- 1951 Mord – Made in England (An English Murder)
  - Mord auf dem Landgut. Ein Weihnachtskrimi. Deutsche Übersetzung von Holger Hanowell. Lübbe, Köln 2022, ISBN 978-3-404-18922-9.
- 1954 Erschlagen bei den Eiben (That Yew Tree’s Shade)
- 1958 Er hätte später sterben sollen (He Should Have Died Hereafter)
- 1959 Mörderglück und andere Detektivgeschichten (Best Detective Stories of Cyril Hare)